# Landlers de Transylvanie
Pour un article plus général, voir Allemands de Roumanie.

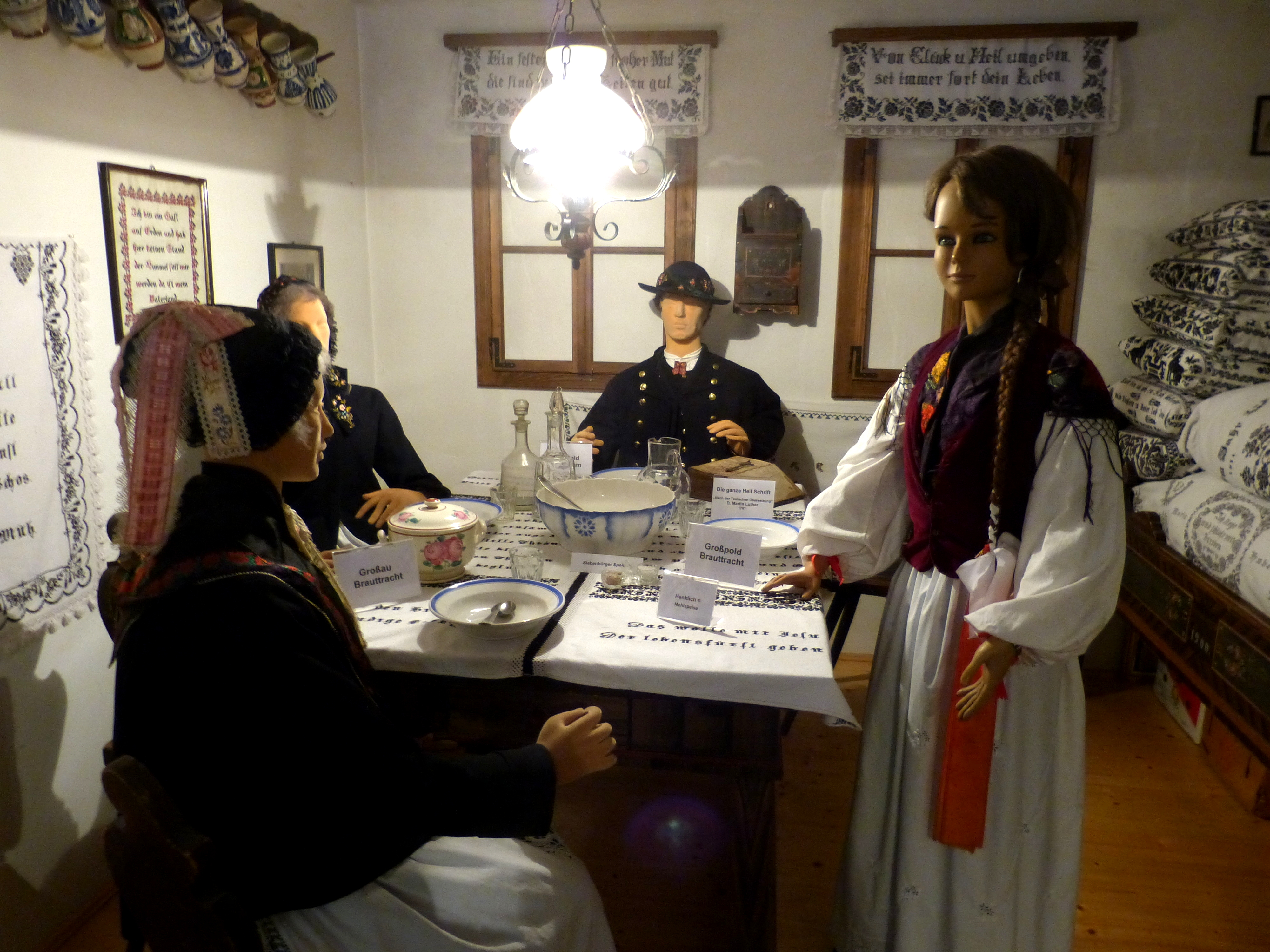
Bad Goisern (Haute Autriche). Musée Landler : Costumes locaux de la communauté protestante autrichienne des Landler à Großpold (Apoldu de Sus, Roumanie).

Les Landlers de Transylvanie ou Landlers de Hermannstadt représentent une communauté ethnique de Roumanie, germanophone et protestante (alors que la plupart des Allemands de Roumanie sont catholiques), qui vit traditionnellement en Transylvanie, dans le județ de Sibiu, dans les villes de Sibiu (quartier Turnișor), Cristian et Apoldu de Sus. 

## Histoire
Les Landlers de Transylvanie sont mentionnés dans le contexte des confins militaires transylvains de l'empire d'Autriche, au XVIIIe siècle, autour de la cité de Hermannstadt (Sibiu), d'où leur autre dénomination. Ils descendent de 634 protestants déportés par Charles VI d'Autriche entre 1734 et 1737. Intégrés à la Roumanie en décembre 1918, les Landlers de Transylvanie ont été, selon les accords entre la Roumanie et le Troisième Reich, mobilisés dans la Wehrmacht. De ce fait, après la guerre, l'URSS exigea leur expulsion et la plupart s'enfuirent alors vers l'Allemagne, mais d'autres n'en eurent pas le temps et furent déportés en URSS à partir de janvier 1945. Parmi les familles qui purent rester, n'ayant pas eu de combattant dans l'armée allemande, un nombre important émigra vers l'Allemagne après l'ouverture du rideau de fer et la chute de la dictature communiste en 1989. En 2002, ils étaient 140 à Cristian et Apoldu de Sus. Une natalité réduite et l'émigration en font une minorité menacée : ils sont moins de 200 (au recensement de 1977, leur nombre était de 4 000).

## Dialecte
Les Landlers parlent encore parfois leur dialecte d'origine, qu'ils partagent avec les Saxons de Transylvanie, mais celui-ci est en voie de disparition face à l'allemand standard et au roumain, même si le 275e anniversaire de leur arrivée a été l'objet de commémorations.